# LG Leon
LG Leon – smartfon firmy LG.

## Specyfikacja techniczna
LG Leon został wyposażony w czterordzeniowy procesor Qualcomm Snapdragon 410 8916 o taktowaniu 1,2 GHz na rdzeń. Urządzenie posiada 1 GB RAM-u oraz 8 GB pamięci wewnętrznej, którą można rozszerzyć poprzez kartę pamięci (do 32 GB).

### Wyświetlacz
LG Leon posiada ekran o przekątnej 4,5 cala i rozdzielczości 480 × 854 pikseli, co daje zagęszczenie 218 pikseli na jeden cal wyświetlacza.

### Aparat fotograficzny
Aparat znajdujący się w telefonie ma 5 Mpix, zaś przednia kamera ma rozdzielczość 0,3 Mpx.

### Akumulator
Akumulator litowo-jonowy ma pojemność 1900 mAh.

## Oprogramowanie
LG Leon jest fabrycznie wyposażony w system Android 5.0.1 Lollipop. Jest również możliwość aktualizacji urządzenia do systemu Android 6.0 Marshmallow.